# 1895 (영화)
1895(一八九五, Blue Brave: The Legend Of Formosa In 1895)는 대만에서 제작된 홍지육 감독의 2008년 드라마, 전쟁 영화이다. 온승호 등이 주연으로 출연하였다.

## 출연

### 주연
- 온승호
- 히비노 아키라
- 장서호